# Maurice Petit
Maurice Ernest Jean-Marie Petit (3 oktober 1918 -  Malmedy, 8 juli 1992) was een Belgisch volksvertegenwoordiger.

## Levensloop
Petit promoveerde tot doctor in de geneeskunde (1944) aan de Universiteit van Luik en vestigde zich in Verviers. Hij trouwde met Gisèle Lejeune (Gembloers, 1923 - Spa, 2013). Ze hadden 4 kinderen. Na zijn dood bleef ze in Malmedy wonen, waar ze ook werd begraven.
Hij was van 1971 tot 1974 volksvertegenwoordiger voor het arrondissement Verviers, verkozen op de lijst van het Rassemblement Wallon.